# Jorge Manicera
Jorge Carlos Manicera Fuentes (Montevideo, 4 de noviembre de 1938 - Montevideo, 18 de septiembre de 2012) fue un futbolista uruguayo. Se desempeñaba en posición de defensa.
Manicera fue uno de los defensas más técnicos de todos los tiempos en el fútbol uruguayo, poseedor de un estilo de juego exquisito y una depurada técnica, que lo distinguió de la mayoría de zagueros.

## Selección nacional
Nació en 1938, en el barrio montevideano de Villa Dolores. Fue internacional con la Selección de fútbol de Uruguay en veintiuna ocasiones, debutando el 15 de agosto de 1962 y disputando su último encuentro como internacional el 1 de julio de 1967. Jugó la Copa Mundial de Fútbol de 1966 en la que la selección uruguaya quedó eliminada en cuartos de final al perder 4-0 ante la Selección de fútbol de Alemania Federal.

### Participaciones en Copas del Mundo[4]
| Mundial              | Sede       | Resultado        | PJ (G) |
| -------------------- | ---------- | ---------------- | ------ |
| Copa Mundial de 1966 | Inglaterra | Cuartos de final | 4 (0)  |

## Clubes
| Club                         | País    | Temporada |
| ---------------------------- | ------- | --------- |
| Rampla Juniors Fútbol Club   | Uruguay | 1958-1961 |
| Club Nacional de Football    | Uruguay | 1962-1966 |
| Clube de Regatas do Flamengo | Brasil  | 1967-1970 |
| Club Atlético Cerro          | Uruguay | 1971      |

## Palmarés

### Campeonatos nacionales
| Título                       | Club     | País    | Año  |
| ---------------------------- | -------- | ------- | ---- |
| Torneo Competencia           | Nacional | Uruguay | 1962 |
| Torneo de Honor              | Nacional | Uruguay | 1962 |
| Campeonato General Artiga    | Nacional | Uruguay | 1962 |
| Primera División de Uruguay  | Nacional | Uruguay | 1963 |
| Torneo de Honor              | Nacional | Uruguay | 1963 |
| Torneo Competencia           | Nacional | Uruguay | 1963 |
| Campeonato Cuadrangular      | Nacional | Uruguay | 1964 |
| Torneo Fermín Garicoits 1965 | Nacional | Uruguay | 1965 |
| Primera División de Uruguay  | Nacional | Uruguay | 1966 |